# El sueño de Lú
El sueño de Lú és el segon llargmetratge del director mexicà Hari Sama. Estructurada en tres actes, va ser presentada per primera vegada en la novena edició del Festival Internacional de Cinema de Morelia (FICM), en 2011. Està inspirada i motivada en la pèrdua personal que van sofrir Sama i Úrsula Pruneda (protagonista de la pel·lícula) després de la mort de la seva filla.

## Sinopsi
El sueño de Lú narra la història de Lucía (Úrsula Pruneda), qui després d'un intent de suïcidi, s'endinsa en un procés de resignificació de la seva pròpia vida a fi de seguir endavant. En enfrontar el duel per la pèrdua del seu fill de cinc anys, Lucía començarà un procés llarg i tortuós que la portarà a comprendre que pot reconstruir la seva vida, així com a descobrir l'eternitat que es conté a cada instant.

## Repartiment
- Úrsula Pruneda (Lú)
- Gerardo Trejoluna (Malik)
- María del Carmen Farías (Laura)
- Emilio Echevarría (Emilio)
- Moisés Arizmendi (Emilio, fill)
- María Deschamps (Paola)
- Emiliano Magaña (Sebastián)

## Estrena
El tema principal de la pel·lícula és el dolor que comporta la sobtada mort d'un fill, així com els significats de la pèrdua i la reconciliació amb la vida. El sueño de Lú va ser estrenada per primera vegada al Festival Internacional de Cinema de Morelia (FICM) de 2011. En paraules de Hari Sama, director de la pel·lícula, aquest festival funciona “com una plataforma extraordinària i com disparador per als treballs presentats”. Va ser la primera cinta mexicana a exhibir-se en la renovada Cineteca Nacional en 2012 i a un any de la seva estrena es va editar en DVD.

## Nominacions i premis
- En la LV edició dels Premis Ariel va guanyar el premi a la millor actriu i fou nominada a les de millors coactuacions femenina i masculina, i millor so.[7][8]
- En la 42a edició de les Diosas de Plata fou nominada a la millor actriu, millor fotografia,. banda sonora i millor coactuació femenina.[9]
- Al Festival de Màlaga de 2013 Úrsula Pruneda va rebre la Bisnaga de Plata a la millor actriu-Territori llatinoamericà.[10]
- en la XV edició del Festival Internacional de Cinema de Xangai va rebre el Jin Jue a la millor actriu.[11]